# Entoloma sericeonitens
Entoloma sericeonitens är en svampart som först beskrevs av Peter D. Orton, och fick sitt nu gällande namn av Machiel Evert ("Chiel") Noordeloos 1980. Entoloma sericeonitens ingår i släktet Entoloma och familjen Entolomataceae.   Inga underarter finns listade i Catalogue of Life.